# Salacia pyriformioides
Salacia pyriformioides är en benvedsväxtart som beskrevs av Ludwig Eduard Theodor Loesener. Salacia pyriformioides ingår i släktet Salacia och familjen Celastraceae. Inga underarter finns listade.